# فيرينك تشفيكوفسكي
فيرينك تشفيكوفسكي (مواليد 1932) هو مبارز بالسيف مجري، مثّل بلاده في الألعاب الأولمبية الصيفية 1960.

## روابط خارجية
فيرينك تشفيكوفسكي على موقع أوليمبيديا (الإنجليزية)